# Syntherata purpurascens
Syntherata purpurascens är en fjärilsart som beskrevs av Walker 1865. Syntherata purpurascens ingår i släktet Syntherata och familjen påfågelsspinnare. Inga underarter finns listade i Catalogue of Life.